# Lijst van gemeenten in Venezuela

Gemeenten in Venezuela

Venezuela is verdeeld in 24 staten die weer bestaan uit 335 gemeenten (municipios). Een beperkt aantal gemeenten vormen een samenwerkingsverband als district (distritos). De gemeenten zijn verder onderverdeeld in parochies (parroquias). De gemeenten zijn hieronder gerangschikt per staat. (Tussen haakjes de hoofdstad van elke gemeente.)

## Estado Amazonas
1. Alto Orinoco (La Esmeralda)
2. Atabapo (San Fernando de Atabapo)
3. Atures (Puerto Ayacucho)
4. Autana (Isla Ratón)
5. Manapiare (San Juan de Manapiare)
6. Maroa (Maroa)
7. Río Negro (San Carlos de Río Negro)

## Estado Anzoátegui
1. Anaco (Anaco)
2. Aragua (Aragua de Barcelona)
3. Diego Bautista Urbaneja (Lechería)
4. Fernando de Peñalver (Puerto Píritu)
5. Francisco del Carmen Carvajal (Valle de Guanape)
6. Francisco de Miranda (Pariaguán)
7. Guanta (Guanta)
8. Independencia (Soledad)
9. José Gregorio Monagas (Mapire)
10. Juan Antonio Sotillo (Puerto la Cruz)
11. Juan Manuel Cajigal (Onoto)
12. Libertad (San Mateo)
13. Manuel Ezequiel Bruzual (Clarines)
14. Pedro María Freites (Cantaura)
15. Píritu (Píritu)
16. San José de Guanipa (San José de Guanipa / El Tigrito)
17. San Juan de Capistrano (Boca de Uchire)
18. Santa Ana (Santa Ana)
19. Simón Bolívar (Barcelona)
20. Simón Rodríguez (El Tigre)
21. Sir Artur McGregor (El Chaparro)

## Estado Apure
1. Achaguas (Achaguas)
2. Biruaca (Biruaca)
3. Muñoz (Bruzual)
4. Páez (Guasdualito)
5. Pedro Camejo (San Juan de Payara)
6. Rómulo Gallegos (Elorza)
7. San Fernando (San Fernando de Apure)

## Estado Aragua
1. Bolívar (San Mateo)
2. Camatagua (Camatagua)
3. Francisco Linares Alcántara (Santa Rita)
4. Girardot(Maracay)
5. José Angel Lamas (Santa Cruz)
6. José Félix Ribas (La Victoria)
7. José Rafael Revenga (El Consejo)
8. Libertador (Palo Negro)
9. Mario Briceño Iragorry (El Limón)
10. Ocumare de la Costa de Oro (Ocumare de la Costa)
11. San Casimiro (San Casimiro)
12. San Sebastián (San Sebastián)
13. Santiago Mariño (Turmero)
14. Santos Michelena (Las Tejerías)
15. Sucre (Cagua)
16. Tovar (La Colonia Tovar)
17. Urdaneta (Barbacoas)
18. Zamora (Villa de Cura)

## Estado Barinas
1. Alberto Arvelo Torrealba (Sabaneta)
2. Andrés Eloy Blanco (Barinas) (El Canton)
3. Antonio José de Sucre (Socopo)
4. Arismendi (Arismendi)
5. Barinas (Barinas)
6. Bolívar (Barinitas)
7. Cruz Paredes (Barrancas)
8. Ezequiel Zamora (Santa Bárbara)
9. Obispos (Obispos)
10. Pedraza (Ciudad Bolivia)
11. Rojas (Libertad)
12. Sosa (Ciudad de Nutrias)

## Estado Bolívar
1. Bolivariano Angostura (Ciudad Piar)
2. Caroní (Ciudad Guayana)
3. Cedeño (Caicara del Orinoco)
4. El Callao (El Callao)
5. Gran Sabana (Santa Elena de Uairén)
6. Heres (Ciudad Bolívar)
7. Padre Pedro Chien (El Palmar)
8. Piar (Upata)
9. Roscio (Guasipati)
10. Sifontes (Tumeremo)
11. Sucre (Maripa)

## Estado Carabobo
1. Bejuma (Bejuma)
2. Carlos Arvelo (Güigüe)
3. Diego Ibarra (Mariara)
4. Guacara (Guacara)
5. Juan José Mora (Morón)
6. Libertador (Tocuyito)
7. Los Guayos (Los Guayos)
8. Miranda (Miranda)
9. Montalbán (Montalbán)
10. Naguanagua (Naguanagua)
11. Puerto Cabello (Puerto Cabello)
12. San Diego (San Diego)
13. San Joaquín (San Joaquín)
14. Valencia (Valencia)

## Estado Cojedes
1. Anzoátegui (Cojedes)
2. El Pao de San Juan Bautista (El Pao)
3. Falcón (Tinaquillo)
4. Girardot (Cojedes) (El Baúl)
5. Lima Blanco (Macapo)
6. Ricaurte (Libertad)
7. Rómulo Gallegos (Las Vegas)
8. San Carlos de Austria (San Carlos)
9. Tinaco (Tinaco)

## Estado Delta Amacuro
1. Antonio Díaz (Curiapo)
2. Casacoima (Sierra Imataca)
3. Pedernales (Pedernales)
4. Tucupita (Tucupita)

## Estado Falcón
1. Acosta (San Juan de los Cayos)
2. Bolívar (San Luis)
3. Buchivacoa (Capatárida)
4. Cacique Manaure (Yaracal)
5. Carirubana (Punto Fijo)
6. Colina (La Vela de Coro)
7. Dabajuro (Dabajuro)
8. Democracia (Pedregal)
9. Falcón (Pueblo Nuevo)
10. Federación (Churuguara)
11. Jacura (Jacura)
12. Los Taques (Santa Cruz de Los Taques)
13. Mauroa (Mene de Mauroa)
14. Miranda (Coro)
15. Monseñor Iturriza (Chichiriviche)
16. Palmasola (Palmasola)
17. Petit (Cabure)
18. Píritu (Píritu)
19. San Francisco (Mirimire)
20. Silva (Tucacas)
21. Sucre (La Cruz de Taratara)
22. Tocopero (Tocopero)
23. Unión (Santa Cruz de Bucaral)
24. Urumaco (Urumaco)
25. Zamora (Puerto Cumarebo)

## Estado Guárico
1. Camaguán (Camaguán)
2. Chaguaramas (Chaguaramas)
3. El Socorro(El Socorro)
4. Francisco de Miranda (Calabozo)
5. José Félix Ribas (Tucupido)
6. José Tadeo Monagas (Altagracia de Orituco)
7. Juan Germán Roscio (San Juan de los Morros)
8. Julián Mellado (El Sombrero)
9. Las Mercedes (Las Mercedes)
10. Leonardo Infante (Valle de la Pascua)
11. Ortiz (Ortiz)
12. Pedro Zaraza (Zaraza)
13. San Gerónimo de Guayabal (Guayabal)
14. San José de Guaribe (San José de Guaribe)
15. Santa María de Ipire (Santa María de Ipire)

## Estado La Guaira
1. Vargas

## Estado Lara
1. Andrés Eloy Blanco (Sanare)
2. Crespo (Duaca)
3. Iribarren (Barquisimeto)
4. Jiménez (Quíbor)
5. Morán (El Tocuyo)
6. Palavecino (Cabudare)
7. Simón Planas (Sarare)
8. Torres (Carora)
9. Urdaneta (Siquisique)

## Estado Mérida
1. Alberto Adriani (El Vigía)
2. Andrés Bello (La Azulita)
3. Antonio Pinto Salinas (Santa Cruz de Mora)
4. Aricagua (Aricagua)
5. Arzobispo Chacón (Canagua)
6. Campo Elías(Ejido)
7. Caracciolo Parra Olmedo (Tucani)
8. Cardenal Quintero (Santo Domingo)
9. Guaraque (Guaraque)
10. Julio César Salas (Arapuey)
11. Justo Briceño (Torondoy)
12. Libertador (Mérida)
13. Miranda (Timotes)
14. Obispo Ramos de Lora (Santa Elena de Arenales)
15. Padre Noguera (Santa María de Caparo)
16. Pueblo Llano (Pueblo Llano)
17. Rangel (Mucuchíes)
18. Rivas Dávila (Bailadores)
19. Santos Marquina (Tabay)
20. Sucre (Lagunillas)
21. Tovar (Tovar)
22. Tulio Febres Cordero(Nueva Bolivia)
23. Zea (Zea)

## Estado Miranda
1. Acevedo, Caucagua
2. Andrés Bello,   San José de Barlovento
3. Baruta, Nuestra Señora del Rosario de Baruta
4. Brión,   Higuerote
5. Buroz, Mamporal
6. Carrizal, Carrizal
7. Chacao, Chacao
8. Cristóbal Rojas,   Charallave
9. El Hatillo, El Hatillo
10. Guaicaipuro, Los Teques
11. Independencia, Santa Teresa del Tuy
12. Lander, Ocumare del Tuy
13. Los Salias, San Antonio de los Altos
14. Páez, Río Chico
15. Paz Castillo, Santa Lucía
16. Pedro Gual, Cúpira
17. Plaza, Guarenas
18. Simón Bolívar, San Francisco de Yare
19. Sucre, Petare
20. Urdaneta, Cúa
21. Zamora, Guatire

## Estado Monagas
1. Acosta (San Antonio)
2. Aguasay (Aguasay)
3. Bolívar (Caripito)
4. Caripe (Caripe)
5. Cedeño (Caicara de Maturín)
6. Ezequiel Zamora (Punta de Mata)
7. Libertador (Temblador)
8. Maturín (Maturín)
9. Piar (Aragua de Maturín)
10. Punceres (Quiriquire)
11. Santa Bárbara (Santa Bárbara)
12. Sotillo (Barrancas)
13. Uracoa (Uracoa)

## Estado Nueva Esparta
1. Antolín del Campo (Plaza Paraguachi)
2. Arismendi (La Asunción)
3. Díaz (San Juan Bautista)
4. García (El Valle del Espíritu Santo)
5. Gómez (Santa Ana)
6. Maneiro (Pampatar)
7. Marcano (Juan Griego)
8. Mariño (Porlamar)
9. Península de Macanao (Boca del Río)
10. Tubores (Punta de Piedras)
11. Villalba (San Pedro de Coche)

## Estado Portuguesa
1. Agua Blanca(Agua Blanca)
2. Araure(Araure)
3. Esteller (Píritu)
4. Guanare (Guanare)
5. Guanarito (Guanarito)
6. Monseñor José Vicente de Unda (Paraíso de Chabasquén)
7. Ospino (Ospino)
8. Páez (Acarigua)
9. Papelón (Papelon)
10. San Genaro de Boconoito (Boconoito)
11. San Rafael de Onoto (San Rafael de Onoto)
12. Santa Rosalía (El Playón)
13. Sucre (Biscucuy)
14. Turén (Villa Bruzual)

## Estado Sucre
1. Andrés Eloy Blanco (Sucre) (Casanay)
2. Andrés Mata (San José de Aerocuar)
3. Arismendi (Sucre) (Río Caribe)
4. Benítez (El Pilar)
5. Bermúdez (Carúpano)
6. Bolívar (Sucre) (Marigüitar)
7. Cajigal (Yaguaraparo)
8. Cruz Salmerón Acosta (Araya)
9. Libertador (Sucre) (Tunapuy)
10. Mariño (Sucre) (Irapa)
11. Mejía (San Antonio del Golfo)
12. Montes (Cumanacoa)
13. Ribero (Cariaco)
14. Sucre (Cumaná)
15. Valdez (Güiria)

## Estado Táchira
1. Andrés Bello (Cordero)
2. Antonio Rómulo Costa (Las Mesas)
3. Ayacucho (Colon)
4. Bolivar (San Antonio del Tachira)
5. Cárdenas (Tariba)
6. Córdoba (Santa Ana del Tachira)
7. Fernández Feo (San Rafael del Piñal)
8. Francisco de Miranda(San José de Bolívar)
9. García de Hevia (La Fria)
10. Guasimos (Palmira)
11. Independencia (Capacho Nuevo)
12. Jauregui (La Grita)
13. José María Vargas (El Cobre)
14. Junín (Rubio)
15. Libertad (Capacho Viejo)
16. Libertador (Abejales)
17. Lobatera (Lobatera)
18. Michelena (Michelena)
19. Panamericano(Coloncito)
20. Pedro María Ureña (Ureña)
21. Rafael Urdaneta (Delicias)
22. Samuel Darío Maldonado (La Tendida)
23. San Cristóbal (San Cristóbal)
24. San Judas Tadeo (Umuquena)
25. Seboruco (Seboruco)
26. Simón Rodríguez (San Simon)
27. Sucre (Queniquea)
28. Torbes (San Josecito)
29. Uribante (Pregonero)

## Estado Trujillo
1. Andrés Bello (Santa Isabel)
2. Boconó (Boconó)
3. Bolívar (Sabana Grande)
4. Candelaria (Chejendé)
5. Carache (Carache)
6. Escuque (Escuque)
7. José Felipe Márquez Cañizales (El Paradero)
8. Juan Vicente Campo Elías (Campo Elías)
9. La Ceiba (Santa Apolonia)
10. Miranda (El Dividive)
11. Monte Carmelo (Monte Carmelo)
12. Motatán (Motatán)
13. Pampán (Pampán)
14. Pampanito (Pampanito)
15. Rafael Rangel (Betijoque)
16. San Rafael de Carvajal (Carvajal)
17. Sucre (Sabana de Mendoza)
18. Trujillo (Trujillo)
19. Urdaneta (La Quebrada)
20. Valera (Valera)

## Estado Yaracuy
1. Arístides Bastidas (San Pablo)
2. Bolívar (Aroa)
3. Bruzual (Chivacoa)
4. Cocorote (Cocorote)
5. Independencia (Independencia)
6. José Antonio Páez (Sabana de Parra)
7. La Trinidad (Boraure)
8. Manuel Monge (Yumare)
9. Nirgua (Nirgua)
10. Peña (Yaritagua)
11. San Felipe (San Felipe)
12. Sucre (Guama)
13. Urachiche (Urachiche)
14. Veroes (Farriar).

## Estado Zulia
1. Almirante Padilla (El Toro)
2. Baralt (San Timoteo)
3. Cabimas (Cabimas)
4. Catatumbo (Encontrados)
5. Colón (San Carlos del Zulia)
6. Francisco Javier Pulgar (Pueblo Nuevo / El Chivo)
7. Jesús Enrique Lossada (La Concepción)
8. Jesús María Semprún (Casigua el Cubo)
9. La Cañada de Urdaneta (Concepción)
10. Lagunillas (Ciudad Ojeda)
11. Machiques de Perijá (Machiques)
12. Mara (San Rafael del Moján)
13. Maracaibo (Maracaibo)
14. Miranda (Los Puertos de Altagracia)
15. Páez (Sinamaica)
16. Rosario de Perijá (La Villa del Rosario)
17. San Francisco (San Francisco)
18. Santa Rita (Santa Rita)
19. Simón Bolívar (Tía Juana)
20. Sucre (Bobures)
21. Valmore Rodríguez (Bachaquero)

## Hoofdstedelijk District
1. Libertador (Caracas)